# Aboma etheostoma
Aboma etheostoma is een  straalvinnige vissensoort uit de familie van grondels (Gobiidae). De wetenschappelijke naam van de soort is voor het eerst geldig gepubliceerd in 1895 door Jordan & Starks.
De soort staat op de Rode Lijst van de IUCN als Onzeker, beoordelingsjaar 2007.